# 1004
Початок Високого Середньовіччя  •  Епоха вікінгів  •  Золота доба ісламу  •  Реконкіста  •  Київська Русь

## Геополітична ситуація
Візантію очолює Василій II Болгаробійця. Генріх II є імператором Священної Римської імперії.
Королем Західного Франкського королівства є, принаймні формально, Роберт II Побожний.
Апеннінський півострів розділений між численними державами: північ належить Священній Римській імперії,  середню частину займає Папська область, на південь від Римської області  лежать невеликі незалежні герцогства,   півдненна частина півострова належать Візантії. Південь Піренейського півострова займає Кордовський халіфат на чолі з Хішамом II. Північну частину півострова займають християнські королівство Леон (Астурія, Галісія), де править Альфонсо V, Наварра (Арагон, Кастилія) та Барселона.
Королівство Англія очолює Етельред Нерозумний.
У Київській Русі триває правління Володимира. У Польщі править Болеслав I Хоробрий.  Перше Болгарське царство частково захоплене Візантією, в іншій частині править цар Самуїл. У Хорватії триває правління Крешиміра III та Гойслава.  Королівство Угорщина очолює Стефан I.
Аббасидський халіфат очолює аль-Кадір, в Єгипті владу утримують Фатіміди, в Середній Азії — Караханіди, у Хорасані — Газневіди. У Китаї продовжується правління династії Сун. Значними державами Індії є Пала, Пратіхара, Чола. В Японії триває період Хей'ан.

## Події
- Генріха II короновано в Павії королем лангобардів.
- Війська Генріха II вигнали з Праги польського князя Болеслава I Хороброго й надали князівський трон Яроміру.
- Візантійський василевс Василій II Болгаробійця взяв в облогу болгарську фортецю Видин на Дунаї. Болгарський цар Самуїл розграбував Адріанополь, намагаючись відволікти ромеїв, але візантійці відібрали здобич після битви під Скоп'є.
- Королем Наварри, Арагону й Кастилії став Санчо III Великий.
- Дани Свена Вилобородого захопили Норвіч.
- Араби розграбували Пізу.
- Кидані держави Ляо напали на землі Сун і підійшли до столиці Кайфена.
- Газневідські війська напали на Пенджаб і захопили місто Батінда.